# دون كيندت جونيور
دون كيندت جونيور (بالإنجليزية: Don Kindt, Jr.)‏ هو لاعب كرة قدم أمريكية أمريكي، ولد في 9 مارس 1961 في ميلواكي في الولايات المتحدة.

## وصلات خارجية
- دون كيندت جونيور على موقع مرجع كرة القدم المحترفة.كوم (الإنجليزية)